# Момчило Тапавица
Момчило Тапавица (мађ. Tapavicza Momcsilló; Надаљ, 14. октобар 1872 — Пула, 10. јануар 1949) био је српски архитекта и свестрани спортиста. Био је учесник Првих олимпијских игара 1896. у Атини и освајач трећег места у тенису за Угарску. Први је Словен, Србин и мађарски грађанин у историји који је освојио олимпијску медаљу. Такође је био архитекта зграде Матице српске у Новом Саду.

## Биографија
Гимназију је учио у Новом Саду, а после 1891, постао је стипендиста Матице српске у Будимпешти на студијама архитектуре у Високој техничкој школи. по завршетку школовања радио је у Будимпешти, пре него је дошао у Нови Сад.
Тапавици је будимски епископ и потоњи патријарх Лукијан Богдановић поверио пројекат израде владичанског двора у Сентандреји. Томе се супротставио тадашњи патријарх Георгије Бранковић, желећи да се пројекат повери познатом архитекти Владимиру Николићу, патријарховом рођаку. Године 1903. Тапавица је израдио план обнове Саборне цркве у Новом Саду. Како је Тапавица био либерал, а у Новом Саду власт су чинили радикали Јаше Томића, усвојен је план једног словачког архитекте. Тапавица се са радикалима даље сукобио приликом градње задужбине баронесе Јовић у Бечеју. Ово је довело до двобоја са адвокатом Бранком Илићем и физичког напада на Јашу Томића.
После женидбе 1908, на позив краља Николе I, одлази у Црну Гору где пројектује и гради више зграда. На Цетињу гради Немачку амбасаду и Државну банку Црне Горе, у Херцег Новом хотел Боку (страдао у земљотресу 1979), породичну кућу у Бијелој, која је касније служила као Дом за незбринуту децу. У том периоду, 1912. је по његовим пројектима израђена репрезентативна зграда Матице српске у Новом Саду.
За време Првог светског рата избегао је из Аустроугарске, преко Рима и Лозане у Мароко. У Рабату је водио послове геодетских мерења.
Све међуратно време проводи у Новом Саду, где отвара свој пројектни биро. Био је владин повереник за мелиорацију источног Срема. Током Другог светског рата био је у Новом Саду, а од 1948. одлази у Пореч, где доприноси обнови ратом разореног града. У 76. години оболео је од хроничне жутице, која се искомпликовала. Умро је 10. јануара 1949. године и сахрањен је на гробљу у Пули.
У Херцег Новом му је 1999. године постављена спомен биста „првом олимпијском путнику из Југославије”.

## Спортска биографија
Спортом се почео бавити у Новом Саду, а наставио на студијама у Будимпешти и био један од најистакнутијих атлетичара. Због великог талента и добрих резултата уврштен је као један од 13 чланова олимпијског тима Угарске за олимпијске игре у Атини. У то време Војводина је била део Аустроугарске монархије, а на олимпијским играма Аустрија и Угарска су имале посебне екипе. Био је пријављен за више дисциплина у атлетици (скок удаљ, скок мотком, бацању кугле), рвању, дизању тегова (једном и две руке) и тенису.
Због повреде није се такмичио у атлетици, у осталим спортовима пласирао се овако: 
- Тенис: у полуфиналу је изгубио, а пошто се меч за треће место се није играо, треће место су поделили Тапавица и Грк Константинос Паспатис;
- Рвање: грчко-римски стил је делио 4-5 места;
- Дизање терета: у дизању терета са две руке (повређен) подигао је 80 kg и заузео шесто место, у дизању терета са једном руком је одустао због повреде.

Зрењанинац Ференц Кемењи, потпредседник МОК и генерални секретар Олимпијског комитета Мађарске, био истовремено и председник Комисије кандидата за Игре у Атини, велики пријатељ Тапавице у својим мемоарима га је овако описао:
Овај кршни момак, на чијим су прсима пуцала дугмад и шавови гардијске униформе под притиском набујалих мишића, био је велики друг, али и велики страх за другове у касарни. Знао је да носи под мишком по два питомца и са њима да оптрчи два-три круга око полигона за гађање. Нико му није био раван у рвању, а још мање у дизању терета и бацању камена с рамена. Бавио се разним гранама спорта и био је умно и физички изнад својих вршњака, а као дипломирани архитект надвисио је интелектуално нешколоване у гарди. Затим, као најистакнутији члан Савеза за телесно васпитање, постао је појам у очима војника. Имао је само једну ману: преценио је своју снагу и то му се осветило на Олимпијским играма у Атини. Момчило је био уписан у три дисциплине: дизању тегова једном и са обе руке, а затим у рвању грчко-римским стилом. Све је желео да реши на брзину, па је једном руком желео да дигне тег оптерећен за дизање са две руке. У тренутку избачаја, пукао му је мишић у рамену. Поподне је требало да диже тег са две руке. Сви су га наговарали да не изађе на мегдан са тешком повредом. Стао је у строј дизача и освојио пето место користећи практично само десну руку и подигавши 80 килограма. Два дана касније, стао је на струњачу с чврсто замотаним десним раменом и у рвању се пласирао на четврто место. Да се није играо својом снагом, Тапавица би сигурно донео бар две златне медаље Мађарској.
По завршетку олимпијских игара Тапавица се више није активно бавио спортом, већ само рекреативно атлетику, гимнастику и веслање. Био је члан веслачког клуба Данубијус из Новог Сада.
Чланови породице Момчила Тапавице оставили су траг у спорту Херцег Новог. Син Мирко је био голман ватерполо клуба Јадран, а ћерка Јасна је једна од првих тенисерки у овом граду.
Иако је олимпијску медаљу освојио за репрезентацију Мађарске како води МОК, ИТФ Међународна тениска федерација га води као југословенског тенисера освајача бронзане олимпијске медаље.